# An-Nama
An-Nama (arab. النعمة, fr. Néma) – miasto w południowo-wschodniej Mauretanii, stolica regionu Haud asz-Szarki, ok. 47 tys. mieszkańców (stan z roku 2013). Miasto położone jest niedaleko granicy z Mali, na wschodnim krańcu Route de l'Espoir – najdłuższej asfaltowej drogi w Mauretanii. Dodatkowo od miasto odchodzą drogi gruntowe w kierunku zabytkowej Walaty (na północ) oraz na południe w kierunku ruin średniowiecznego Kumbi Salih. Z An-Namy prowadzi też droga do miejscowości Nara w Mali.